# Hôpital général de référence de Niamey
 (mars 2025).
L’Hôpital général de Niamey est un hôpital de la ville de Niamey d’une capacité de 500 lits. Construit en 2013, il est installé dans le Nord de la capitale du Niger.

## Historique
L'hôpital général de référence de Niamey, appelé aussi couramment HGR, est créé en 2013 à la suite d'un accord entre les gouvernements chinois et nigérien. Les travaux sont effectués par une entreprise chinoise et la Chine aide au financement de l’hôpital pour ce qui est considéré comme le plus gros investissement chinois en matière de santé dans un pays étranger.
Il est considéré comme le plus grand et le plus moderne des hôpitaux du Niger.
En mai 2021, l’HGR reçoit un prix de la part de l’Organisation Mondiale de la Santé Niger pour sa gestion exemplaire de la pandémie de Covid 19.

## Organisation
Le directeur de l’HGR est le médecin colonel Oumara Mamane.  
Le chef du service Covid est le Docteur Adamou Foumakoye Gado.